# Cristoforo Solari

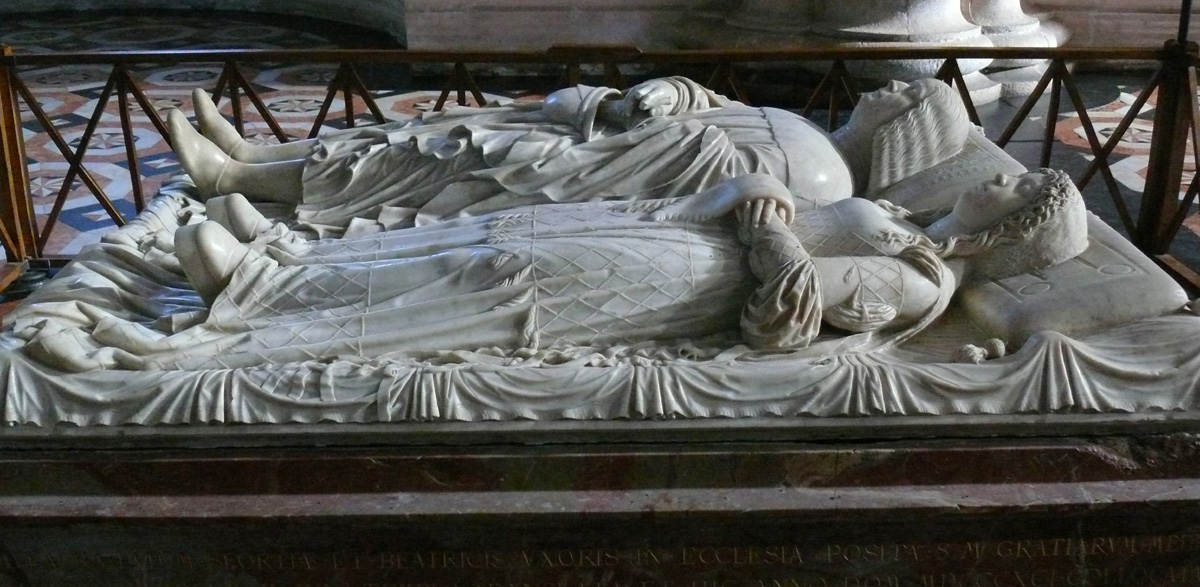
Cenotaf Ludovico Sforzy zwanego il Moro i jego żony Beatrice d'Este

Cristoforo Solari, zwany Garbatym, wł. il Gobbo (ur. 1460, zm. 1527) – włoski rzeźbiarz i architekt.

## Życiorys
Należał do licznej rodziny Solari z Carony w kantonie Ticino. Pierwsze nauki pobierał u swojego brata Pietro Antonio Solari. Powróciwszy do Mediolanu po krótkim pobycie w Wenecji wraz z bratem (gdzie wykonał statuy ołtarza w kościele Santa Maria della Carità, ok. 1497 r. otrzymał zamówienie na swoje największe dzieło – rzeźbę nagrobną Ludovico Sforzy i Beatrice d'Este, znajdujący się obecnie w lewym transepcie kościoła w Certosa di Pavia. Początkowo jednak miał się on znaleźć w kościele Santa Maria delle Grazie w Mediolanie. Grób pozostaje pusty, ponieważ Ludovico zmarł jako więzień Ludwika XII w Loches, a jego żona, która zmarła wcześniej, została pochowana w kościele Santa Maria delle Grazie. Z powodu delikatności i dokładności wykonania, rzeźba postrzegana jest jako transpozycja malarskiego stylu Leonarda.
W tym czasie był współpracownikiem Amadeo przy budowie kompleksu klasztornego Certosa di Pavia. Przy budowie Katedry w Mediolanie, począwszy od 1502 r. pracował z nim jako pomocnik architekta Gerolamo Della Porta, który od 1512 r. był również pomocnikiem Amadeo. Styl architektoniczny Solariego wykazuje wpływ Bramantego. Pracował w Lombardii i Rzymie.
Dzieła: grobowce Lodovica il Moro i Beatrice d'Este w Certosie pawijskiej (1498), kościół S. Maria della Passione w Mediolanie (1530).